# Půvab (částice)
Půvab (symbol C) je kvantové číslo vůně představující rozdíl mezi počtem kvarků c a antikvarků c, které jsou přítomny v částicích:
{\displaystyle C=n_{\text{c}}-n_{\mathrm {\bar {c}} }.\ }
Podle konvence souhlasí označení kvantového čísla vůně s označením elektrického náboje neseného kvarkem odpovídající vůně. Kvark c, který nese elektrický náboj (Q)= +2/3 tedy nese půvab +1. Antikvark c nese opačný náboj (Q)= -2/3 a odpovídající půvab (C = −1).
Stejně jako u všech kvantových čísel vůně je půvab zachováván v silné interakci a elektromagnetismu ale ne v slabé interakci. Pokud obsahují slabé rozpady prvního řádu pouze jeden kvarkový rozpad, může se půvab lišit o 1 (ΔC= ±1,0). Vzhledem k tomu, že procesy prvního řádu jsou častější než procesy druhého řádu, které zahrnují dva kvarkové rozpady, může být toto použito jako přibližné výběrové pravidlo pro slabé rozpady.